# Yamaha XT 500
Die Yamaha XT 500 ist eine Enduro des japanischen Fahrzeugherstellers Yamaha Motor und war das erste geländegängige Großserienmotorrad mit einem Einzylinder-Viertaktmotor und 499 cm³ Hubraum. Die XT 500 wurde 1976 erst in Marrakesch und dann auf der IFMA der Presse vorgestellt und bis 1989 gebaut. Allein in Deutschland wurden über 25.000 Stück verkauft.

## Enduro
Der Begriff Enduro, den beispielsweise das 1977er Modell auf dem Seitendeckel trug, ist angelehnt an den englischen Begriff Endurance [ɪnˈdjʊərən(t)s] für „Ausdauer“. Enduro wurde für eine neue Kategorie von Motorrädern verwendet, die im Gegensatz zu den nicht straßenzugelassenen Motocross-Maschinen Geländetauglichkeit und Robustheit mit Möglichkeiten für längere Reisen mit Gepäck auf Straßen ermöglichte. So legte schon 1978 die 16.000 km lange Fahrt von Peter Falb durch Nordafrika und insbesondere die Sahara die Grundlage für die Legende der „unverwüstlichen“ Enduros. Die erfolgreiche Teilnahme bei mittlerweile unzähligen Wüstenrallyes zeigte die Robustheit des Konzeptes und begann schon mit dem Start der ersten Paris-Dakar mit Erfolgen bei der Rallye Dakar 1979 und 1980.
Im James-Bond-Film „In tödlicher Mission“ wird James Bond von Schurken verfolgt, die XT 500 fahren. Die Verfolgungsjagd führt über Skipisten und durch die Bobbahn von Cortina d’Ampezzo.
Die XT war die zulassungsfähige Version des für die Vereinigten Staaten konzipierten geländeorientierten Modells TT 500, das zwar nicht als reine Wettbewerbsmaschine konzipiert war, jedoch unter anderem keine Beleuchtung und keinen Tacho hatte und in einigen Details anders aufgebaut war. Später folgte 1978/79 in Kleinserie von 400 Stück noch die HL500 als reines Wettbewerbsmotorrad. Der zuverlässige XT-500-Motor war dann wiederum auch der erste Viertakter, den Willi Heitman, Gründer und Inhaber der Firma Heos, in einen von ihm selbst gebauten Geländesport-Rahmen implantierte.

## Technik
Das Fahrwerk der XT basierte auf früheren Zweitaktmaschinen. Anders als bei einigen Yamaha-DT-Modellen wurde keine Cantilever-Federung eingesetzt, sondern konventionelle Stereo-Federbeine. Die Gabel bot einen für damalige Verhältnisse großen Federweg von 195 mm.

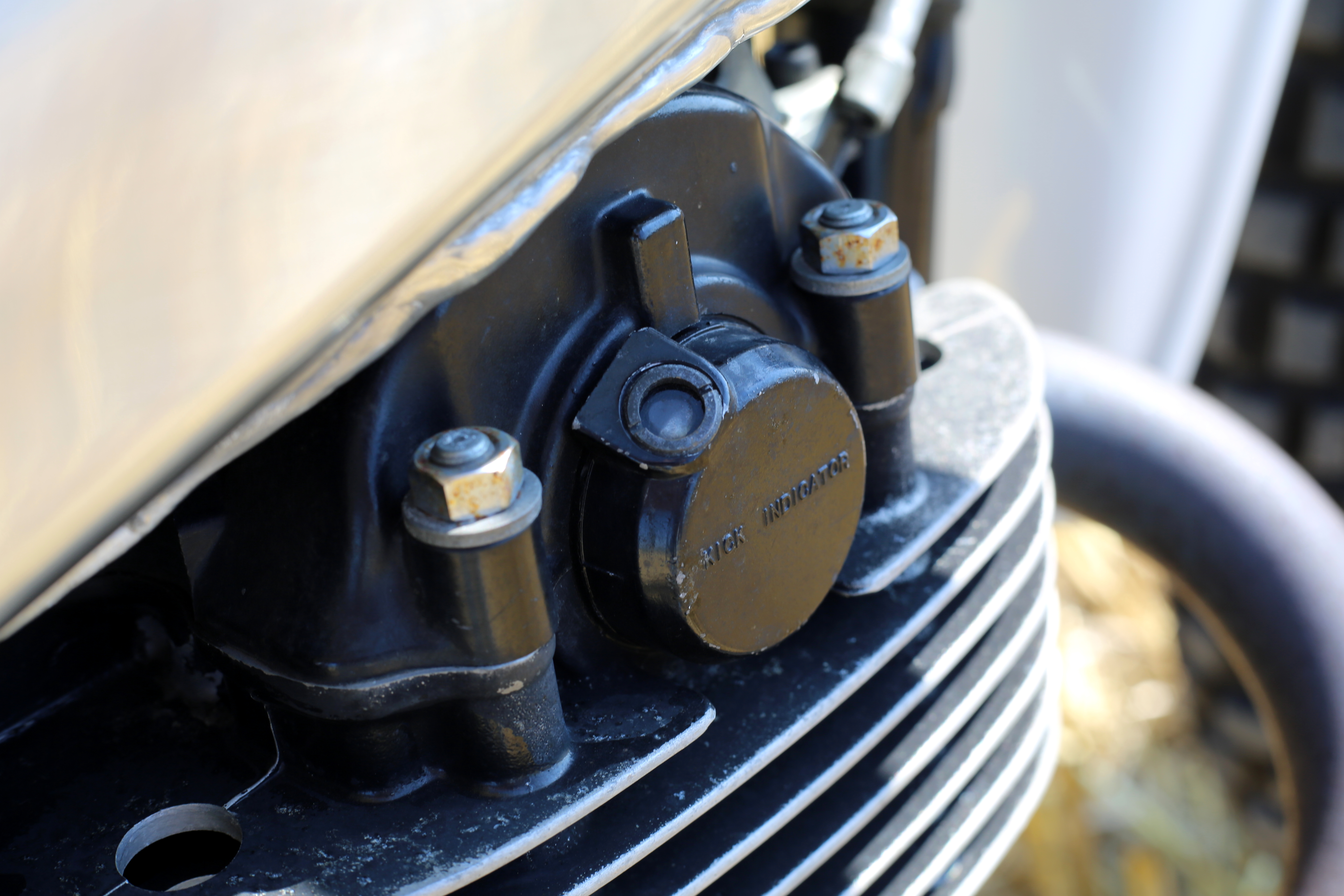
Kick Indicator der Yamaha XT500

Ein Erfolgsfaktor war der luftgekühlte Einzylinder-Viertaktmotor mit 499 cm³ mit obenliegender Nockenwelle und zwei Ventilen, wobei die Trockensumpfschmierung die einzige Besonderheit des ansonsten einfach konstruierten Motors war. Gestartet wurde der drehmomentstarke, als Kurzhuber ausgelegte Motor mit einem Kickstarter, dessen Betätigung etwas Übung voraussetzte. Um den Startvorgang zu vereinfachen, erhielt der Motor auf der rechten Seite des Zylinderkopfs ein kleines Schauglas, in dem ein Kick Indicator auf der Nockenwelle den Stand des Kolbens im Zylinder anzeigt. Ist der obere Totpunkt, und somit der optimale Punkt für den Startvorgang erreicht, ist eine helle Markierung zu erkennen.
Einige Fahrer der XT 500 nehmen auch Umbauten der Maschine vor. So wurde und wird, dem Vorbild der Paris-Dakar-Rennversionen und der Yamaha XT 600 Ténéré folgend, der serienmäßige 8,8-Liter-Tank durch größere Tanks mit bis zu 25 Liter Kraftstoffinhalt ersetzt, wodurch die Reichweite von nur 170 km auf bis zu 400 km erhöht wurde. Weitere Erweiterungen sind eine 12-Volt-Anlage samt H4-Halogen-Scheinwerfer sowie eine Doppeldirektschmierung.

## Modellgeschichte

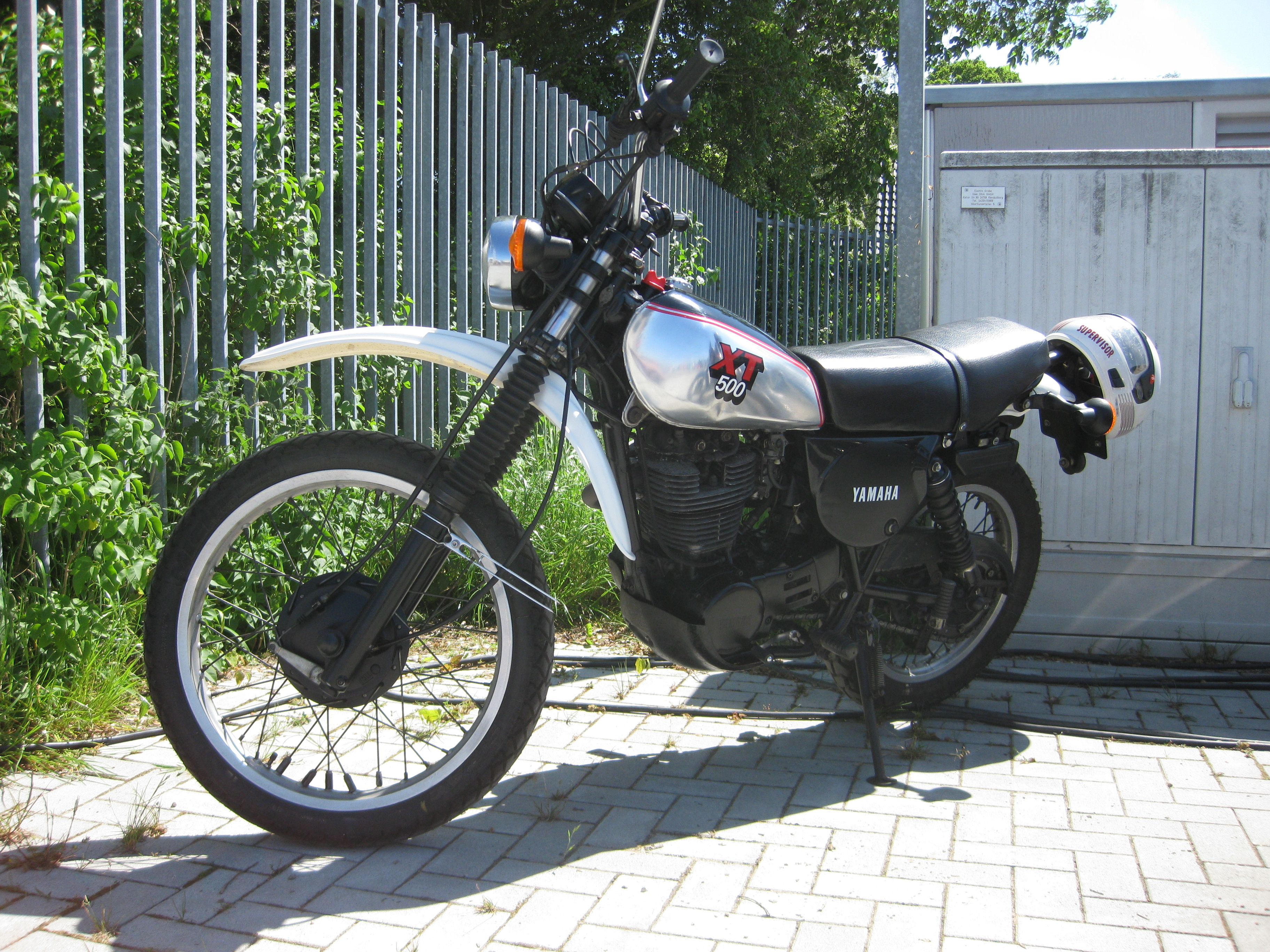
Yamaha XT 500 im klassischen silver/black Design

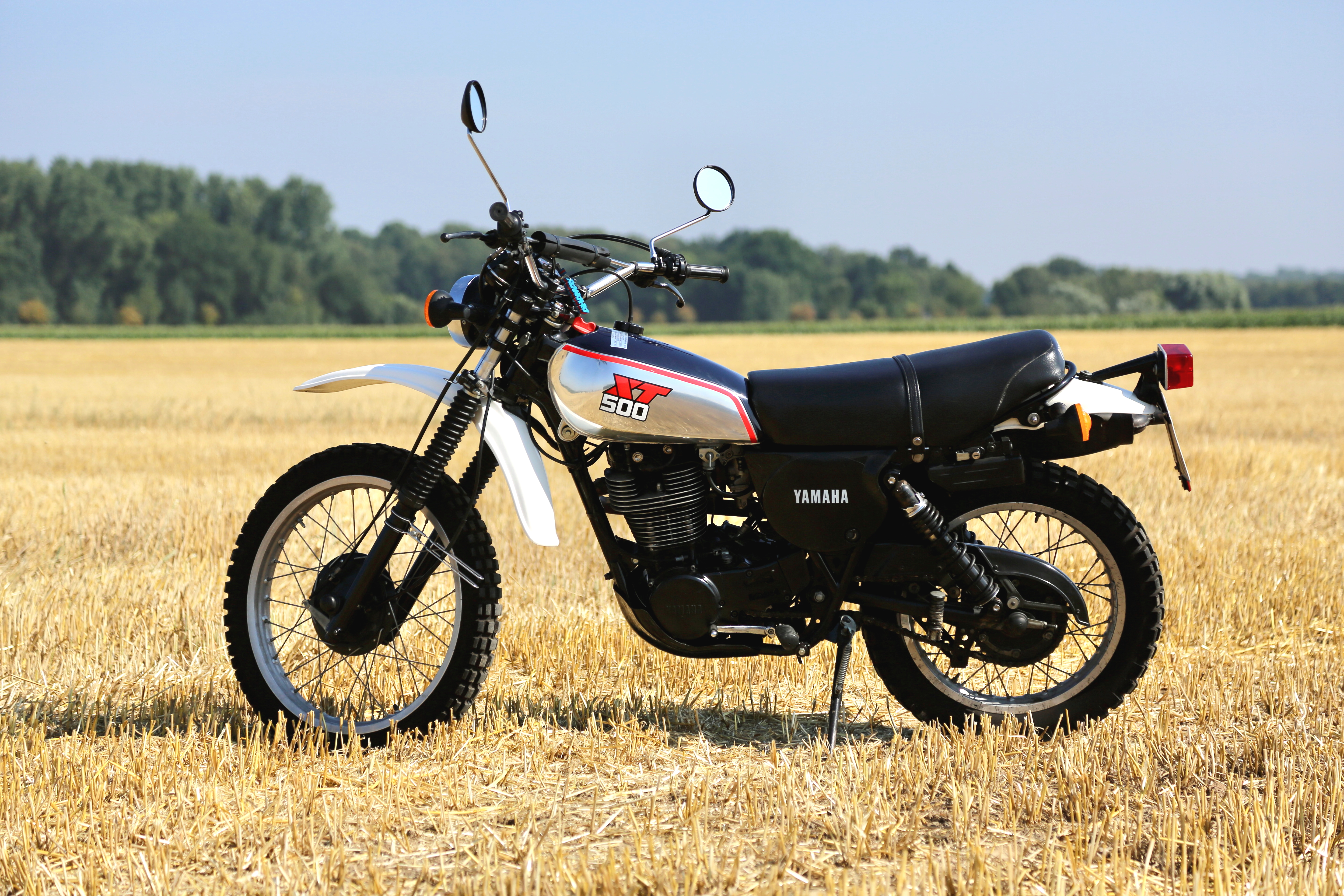
Yamaha XT500 1U6 1986

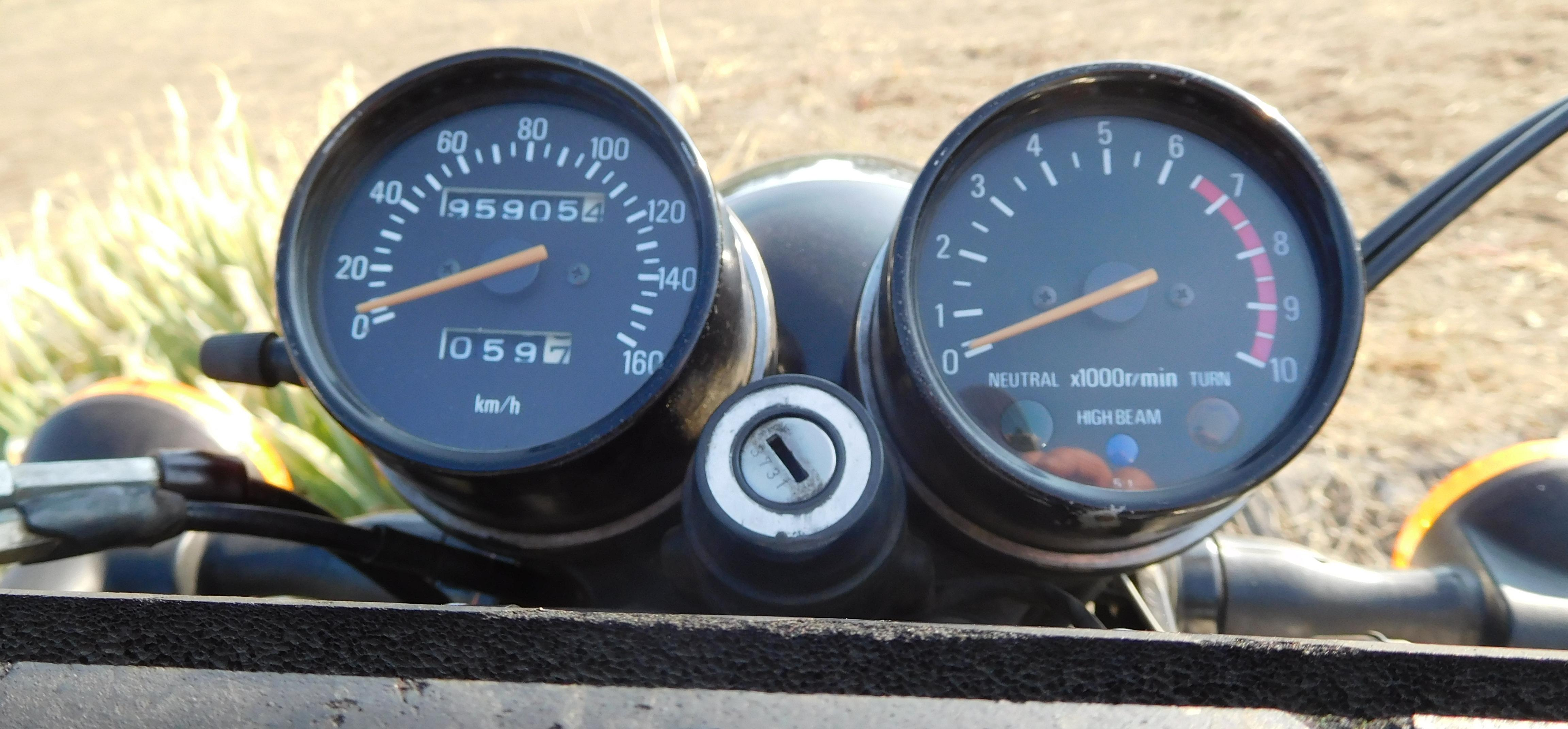
Yamaha XT 500 (2) mit dem damals üblichen Yamaha-Design

Vor der straßenzugelassenen XT 500 kam die TT 500 in den USA auf den Markt. Die TT war für US-amerikanische Verhältnisse als „Spaßfahrzeug“ für Offroad-Trips ähnlich dem VW-Buggy oder als Basisfahrzeug für Wüstenrallyes wie die Baja 1000 in Mexiko konzipiert. Bei der XT war bis 1986 nur ein schwacher 6-Volt-Wechselspannungs-Scheinwerfer verbaut, dessen Leistung drehzahlabhängig ist. Rücklicht, Blinker und Hupe wurden nachgerüstet und mit Gleichspannung betrieben, um auch per Batterie an der Ampel noch notdürftig zu funktionieren. Schon 1976 wurden die ersten 200 Maschinen, die sich u. a. durch einen tiefliegenden Auspuffkrümmer und die volle Leistung von 24 kW (33 PS) von späteren Versionen unterscheiden, in Deutschland per Einzelabnahme zugelassen.
Ab 1977 wurde die XT 500 mit anderer Auspuffanlage und durch einen geänderten Ansaugstutzen auf 20 kW (27 PS) gedrosselt offiziell nach Deutschland importiert. Als Gründe für diese Maßnahmen wurden die Geräuschentwicklung sowie mangelnde Stabilität bei hohen Geschwindigkeiten aufgrund der Rahmengeometrie und der nicht für höhere Geschwindigkeiten geeigneten Stollenbereifung angegeben. Wesentlich für die Leistungsreduzierung war aber auch die Abschaffung der hubraumorientierten Versicherungseinteilung und die Einführung von Versicherungsklassen nach Motorleistung. Dadurch lag die XT mit ihrer Leistung von 33 PS nur knapp oberhalb der neuen Klasse bis 27 PS und wäre ohne Drosselung ungünstig eingeordnet worden. Zwischenzeitlich ist es aufgrund eines von Yamaha für die SR 500 zur Leistungssteigerung erwirkten Teilegutachtens möglich, auch die XT 500 legal auf die höhere Leistung von 25 kW (34 PS) umzurüsten.
Bereits 1977 wurden in Deutschland 2005 Zulassungen registriert, 1981 wurde mit 4160 Stück die höchste jährliche Zulassungszahl erreicht.
Der XT-500-Motor bewährte sich und wurde ab 1978 fast identisch auch in der von der Enduro abgeleiteten Straßenmaschine Yamaha SR 500 verbaut.
Aufgrund des Erfolgs der XT 500 kam es bald zu einem „Wettrüsten“ der japanischen Hersteller, etwa durch die Verwendung anderer Hinterradaufhängungen (für mehr Federweg als den relativ bescheidenen der XT 500 von 159 mm) sowie von Vierventil-Motoren mit größerem Hubraum und/oder höherer Leistung, zuerst in Gestalt der Honda XL 500.
Trotz oder gerade wegen dieser Konkurrenz behielt die klassische XT 500 aufgrund der simplen und zuverlässigen Technik viele Anhänger und wurde bis 1989 weiter gebaut, wobei sie sogar ihr Nachfolgemodell mit Vierventilmotor, die Yamaha XT 550 sowie mehrere Generationen der Yamaha XT 600 überdauerte.

## Technische Daten
Typschlüssel:
- Motor: Fahrtwindgekühlter Einzylinder-Viertaktmotor, 2 Ventile, Leichtmetallzylinder mit Graugusslaufbuchse, obenliegende, über Kette angetriebene Nockenwelle
- Hubraum: 499 cm³
- Bohrung: 87 mm
- Hub: 84 mm
- Verdichtungsverhältnis: 9:1
- Vergaser (International): Mikuni VM 34 SS, Rundschieber
- Vergaser (Deutschland): Mikuni VM 32 SS, Rundschieber
- Leistung (International): 24 kW/33 PS bei 6500 min−1
- Leistung (Deutschland): 20 kW/27 PS bei 6000 min−1 (durch geänderten Ansaugstutzen gedrosselt)
- Drehmoment: 34,4 Nm bei 4500 min−1
- Getriebe: Fünfganggetriebe, klauengeschaltet, Gangstufen 2,357/1,556/1,19/0,961/0,778, mit Kickstarter
- Sekundärübersetzung: 16:42 oder 16:44
- Tankinhalt: 8,5 l Superbenzin, davon 2 l Reserve
- Lenkkopfwinkel: 59,9° (1976–1977) / 60° (1977–1989)
- Nachlauf: 135 mm
- Sitzhöhe: 830 mm
- Federweg: Gabel 195 mm, Gasdruckfederbeine 159 mm
- Bodenfreiheit: 240 mm unbelastet
- Gewicht: 155 kg, vollgetankt, mit Bordwerkzeug
- Leergewicht: 150 kg
- Achslast v/h: 67,5 kg/87,5 kg
- zulässiges Gesamtgewicht: 319 kg
- Höchstgeschwindigkeit: 135 km/h
- Bereifung vorne: 3.00-21 auf 1.60 Felge (1976–1977), 3.25-21 auf 1.85 Felge (ab 1977)
- Bereifung hinten: 4.00-18 auf 1.85 Felge
- Bremsen: Simplex-Halbnaben-Trommeln, vorne 160 mm, hinten 150 mm
- Elektrische Anlage: 6 Volt bis 1985, danach 12 Volt

## Kritiken
„Technisch geht die neue Yamaha XT 500 als Kampfansage gegen das Mehrzylinder-Etablishment durch – in einer Zeit, in der BSA, Matchless und Ducati ihre Singles mangels Nachfrage bereits beerdigt haben. Die Enduro kommt in Deutschland mit einem 27 PS starken Triebwerk daher. Ein Bauernmotor, versehen mit einer obenliegenden Nockenwelle und zwei über Kipphebel gesteuerten Ventilen.“

„1976 war's, als die XT 500 eine neue Fahrzeuggattung begründete, die der großvolumigen, absolut alltagstauglichen und vor allem bezahlbaren Reise-Enduro. Miese Bremsen, lausige Elektrik, schnellrostender Auspuff – geschenkt, der XT konnte man fast jede Macke verzeihen, denn sie war tatsächlich wartungsfreundlich, grundsätzlich recht zuverlässig und eine rundherum ehrliche Haut.“

„Im Grunde war der Viertakt-Einzylinder technisch nichts Neues, aber der bollernde Eintopf begründete mit der Enduro-Klasse eine völlig neue Zweirad-Philosophie und wirbelte den Muff im Motorrad-Establishment gehörig auf. Wer es schaffte, die XT per Kickstarter zur Arbeit zu bewegen, galt als harter Hund und war ultracool. Rein in die Kiesgrube, auf in die Freiheit!“